# Nestopia
네스토피아 UE (Nestopia UE) - 및 그 전신 네스토피아 (Nestopia) -는 NES 하드웨어를 최대한 정확하게 에뮬레이트하도록 설계된 오픈 소스 NES/패미컴 에뮬레이터이다.

## 특징
원래의 네스토피아에 대한 요구 조건은 스텔라와 같은 동시대 일부보다 더 높은 것으로 간주되었다. 최적의 에뮬레이션을 실행하기 위해서는 최소 800MHz의 프로세서가 필요하다. 그것의 높은 요구 사항은 NES 하드웨어의 정확한 에뮬레이션 때문이다.  에뮬레이터는 대부분의 ROM을 재생할 것이며 Apple Macintosh를 위한 강력한 포트를 갖추고 있다.
오리지널 네스토피아는 색, 소리, 그래픽의 사용자 정의를 허용했다. 파워 글러브와 같은 특수 기능이 포함되어 있다. Digital Trends의 Brandon Widdler는 에뮬레이터가 경쟁사 FCEUX보다 기능이 적다는 것을 인정하지만 NES를 위한 최고의 제품 중 하나라고 생각한다..

## 개발 이력
네스토피아는 원래 마틴 프라이즈가 윈도우용으로 개발하였다. 리처드 배니스터와 R. 벨몬트는 나중에 각각 맥 OS X와 리눅스로 포팅하였다. 원래 개발은 2008년에 끝났지만, 네스토피아 UE로 분기되었다.